# Pusztamérges
Pusztamérges község Csongrád-Csanád vármegye Mórahalmi járásában.

## Fekvése
A község Csongrád-Csanád vármegye északnyugati szélén, tulajdonképpen a megyehatár egy kitüremkedése mellett fekszik, közigazgatási területének nagyobb részét Bács-Kiskun vármegyéhez tartozó települések határolják.
A szomszédos települések: észak felől Zsana, északkelet felől Kiskunmajsa (Gárgyán), délkelet felől Ruzsa, nyugat felől pedig Balotaszállás. Közigazgatási területe pontszerűen érintkezik még kelet felől Üllés, dél felől pedig Öttömös határszélével is.

### Megközelítése
A település csak közúton közelíthető meg, s mivel a térséget feltáró főbb útvonalaktól is távol fekszik, csak mellékutakon érhető el. Északkeleti irányból, Kiskunmajsa felől, illetve délnyugat felől, Balotaszálláson vagy Öttömösön keresztül az 5429-es úton lehet eljutni a faluba, Ruzsával pedig az 5435-ös út köti össze.

## Története
A monda szerint IV. (Kun) László király (1272–1290) itt is megszállt kun asszonyaival, ezért az eredeti név Asszonyszállása. (Pusztamérges címerének motívumai ezt a kort elevenítik meg). Ekkor már lakott helynek kellett lennie, mivel temploma volt, amelynek alapfalait, a volt Wágner-birtok területén találták meg. Ma nincs nyoma. Mátyás király (1452–1490) 1462. augusztus 17-én Csanádon kelt szabadalomlevele megemlékezik Asszonyszállásáról, amikor legeltetési jogot biztosított a pusztára és tartozékaira, s 1469. október 6-án kelt okmányával megerősíti.
1562-ben I. Miksa király augusztus 6-án kelt leiratával megújítja az Asszonyszállására és tartozékaira biztosított legeltetési jogot. 1553-ban adózó helynek nyilvánítják. A török pusztítás következtében lakatlanná vált. 1572-ben rácokat telepítettek ide. 1641–42-ben a puszta Szeged városához tartozott. Az 1721 szeptemberében lezajlott boszorkányperekben Szegeden tartott tárgyaláson felvett tanúvallomások jegyzőkönyve is írt mérgesi asszonyról.
Az 1800-as években a terület a Mérges család tulajdona, ettől kezdve öröklődött a falunévben. A szó a férjüket elemésztő asszonyok „munkálkodását” is őrzi, és a pusztai betyárokét. (Móricz Zsigmond: Rózsa Sándor a lovát ugratja c. regényében és más elbeszéléseiben is említi a mérgesi pusztát).
1902-ben Ormódy Béla szegedi földbirtokos vette meg a birtokot. Az első házakat Tóth Mihály, Rácz István, Magyar Lajos építették. 1903-ban Ormódy Béla megkezdte a szőlőtelepítést az ún. „nagytelepen”, 300 magyar hold területen öt holdas parcellákban. A lakosságnak a szőlő telepítése megélhetést biztosított. 40 munkáslakás épül a szőlőben dolgozóknak, 600 négyszögöles telkeken, mely magvát képezi a községnek. (Ezekből a munkáslakásokból jelenleg is van még a Felszabadulás utcában, 1–25. házszám között eredeti formájában).
Egyéb szőlőtelepek is létesültek: 1905-ben Saághy László, Pittroff Kornél, Ákos Arnold, 1906-ban dr. Grűner Fülöp, 1908-ban Kiss Ferenc szőlőtelepet hozott létre. Kiskunmajsa nem törődött a puszta fejlődésével, a homokutak miatt a városok megközelíthetetlenek voltak, iskolát nem biztosított. Téli tanfolyamokon, saját elhatározásukból kommención fogadott, ún. parlagi tanítókkal írni, olvasni tudó parasztemberekkel taníttattak. Az 1908. június 11. BM döntés alapján önálló kisközséggé alakult. Elszakadt Pest-Pilis-Solt-Kiskun vármegyétől és szeptember 21-én Csongrád vármegyéhez csatolták. Október 1-jén Öttömös kisközséggel együtt körjegyzőséggé alakult. Első bírója Zsarkó Ferenc, első körjegyzője Jung József, első pénztárnoka Wolford Antal voltak. Október 24-én piactartási jogot létesített.(Országos vásárjogot 1926 végén szerzett.) Két tanosztályú községi és két tanosztályú állami iskolát létesítettek, majd az állami iskola bővült még egy  osztállyal, s ez 1926-ig állt fenn.
A közbiztonsági szervet az 1910. december 31-én tartott közgyűlés hozta létre a csendőrőrs létesítése által.
1910. október 28-án született a határozat: Kiskunhalas – Pusztamérges – Kiskundorozsma – Szeged rendes nyomtávú vasút létesítésére (az első világháború meghiúsította). 1913. április 26-tól körorvosi állás létesült. A település 1921-ben saját bankot létesített Pusztamérges és Vidéke Takarékszövetkezet néven. 1923 decemberétől telefonvonal, 1925-ben állatorvosi állás létesítesült. 1926-ban kéttantermes állami, kéttantermes katolikus, és két egy-egy tantermes iskola működött hat tanítóval.
Év végén a Szegedi Kisvasút létesítéséhez a község 700 millió korona teher vállalásával járult hozzá, ebből 200 millió koronát Csergő Károly vármegyei alispán a vármegyei útalapból juttatott. 1933-ban Pusztamérges–Kígyós összekötő út épült. 1937-ben a községben községháza, orvosi lakás, gyógyszertár, postahivatal, állomás, 8 fűszeres, 3 hentes, 2 pék, 2 borbély, 4 rőfös, 2 bazárüzlet, 3 kocsma, vendéglő, 3 utcai kimérésű borüzlet volt. 1939-ben befejeződött a templom építése.
1946. április 26-án Földműves szövetkezet megalakulása (1968-tól ÁFÉSZ).
1949-ben két szövetkezeti csoport alakult: Úttörő Szövetkezet agrárproletárokból, a Rákóczi Szövetkezet kisbirtokosokból, 1950-ben a két szövetkezetből egy alakult Rákóczi névvel. Önálló postahivatal kezdte meg működését. A belterület villamosítása az 1958. év végére, tanyavillamosítás állami támogatással folyamatosan történt (1989-ig).
A lakosság foglalkozás szerinti megoszlása az 1949. és 1960. években.
- őstermelés: 1949-ben: 1824 fő, 1960-ban 1532 fő
- ipar: 1949-ben 161 fő, 1960-ban 171 fő
- kereskedelem: 1949-ben: 70 fő, 1960-ban: 94 fő
- közszolgálat: 1949-ben 16 fő, 1960-ban 41 fő

1961-től Rizling Mg. Termelőszövetkezet 2362 kataszteri hold területtel és 630 taggal. 1963. március 31-től Földműves szövetkezet központja Üllésre helyezve.
Pusztamérges – Öttömös – Ruzsa – Üllést egymással és a megye központjával összekötő buszjárat indult. 1966:törpevízmű, 1968-ra elkészült a vezetékes vízhálózat. 1974–75-ben megszűnt a kisvasút, amelyet 1989-ben a Pusztamérges – Ruzsa szilárd burkolatú út váltott fel.
Október 22-én Csongrád Megyei Közgyűlés Pusztamérgesen tartotta közgyűlését, első alkalommal ilyen kistelepülésen.

## Közélete

### Polgármesterei
- 1990–1994: Börcsök Antal (független)[3]
- 1994–1998: Börcsök Antal (független)[4]
- 1998–2002: Börcsök Antal (független)[5]
- 2002–2006: Dr. Papp Sándor (független)[6]
- 2006–2010: Dr. Papp Sándor (független)[7]
- 2010–2014: Dr. Papp Sándor (független)[8]
- 2014–2019: Dr. Papp Sándor (független)[9]
- 2019–2024: Dr. Papp Sándor (független)[10]
- 2024– : Dr. Papp Sándor (független)[1]

## Népesség
| Lakosok száma | 1187 | 1182 | 1002 | 952  | 1009 | 1007 | 987  |
|               | 2013 | 2014 | 2017 | 2021 | 2022 | 2023 | 2024 |

2001-ben a település lakosságának közel 100%-a magyar nemzetiségűnek vallotta magát.
A 2011-es népszámlálás során a lakosok 86,6%-a magyarnak, 0,2% cigánynak, 0,2% lengyelnek, 1,1% németnek, 0,5% románnak, 0,2% szerbnek mondta magát (13,2% nem nyilatkozott; a kettős identitások miatt a végösszeg nagyobb lehet 100%-nál). A vallási megoszlás a következő volt: római katolikus 62,3%, református 4,5%, evangélikus 0,2%, felekezeten kívüli 6,8% (24,7% nem nyilatkozott).
2022-ben a lakosság 88,6%-a vallotta magát magyarnak, 2% németnek, 0,3% cigánynak, 0,3% románnak, 2,5% egyéb, nem hazai nemzetiségűnek (9,7% nem nyilatkozott; a kettős identitások miatt a végösszeg nagyobb lehet 100%-nál). Vallásuk szerint 44,7% volt római katolikus, 3% református, 0,2% ortodox, 0,2% evangélikus, 0,6% egyéb keresztény, 2,3% egyéb katolikus, 12,4% felekezeten kívüli (36,6% nem válaszolt).

## Díjak
- 1993 EXPO-börze-közönségdíj
- 1995 Pusztamérges képviselte Magyarországot az 1996-os EURÓPAI FALUFELÚJÍTÁSI DÍJ  pályázaton (különdíj).
- A Virágos Magyarországért pályázaton a falvak kategóriájában első hely

## Oktatás
1996 szeptemberében nyitotta meg kapuit a német támogatással felépült mezőgazdasági szakiskola.

## Események
- Nemzetközi töltöttkáposzta-főző verseny
- Minden év szeptember végén október elején kakaspörköltfőző versenyt rendeznek, amelynek keretében a zsűri minden nevezett családhoz ellátogat.

## Látnivalók
- világháborús emlékmű, 1991

## Gazdaság
A Falusi turizmushoz kapcsolódóan 1993-ban hétholdas területen megnyitotta kapuit egy szabadidőközpont. 1992-ben olasz beruházásban 250 millió Ft értékben zöldmezős beruházással szárnyasvágóhíd épült, ez 140 családnak biztosít megélhetést.